# مالكوم هيكوكس
مالكوم هيكوكس (بالإنجليزية: Malcolm Hickox)‏ هو راكب الكنو أمريكي، ولد في 2 سبتمبر 1946 في بوسطن في الولايات المتحدة.

## وصلات خارجية
- مالكوم هيكوكس على موقع أوليمبيديا (الإنجليزية)